# 1958 aux Territoires du Nord-Ouest
Chronologie des Territoires du Nord-Ouest
- 1954
- 1955
- 1956
- 1957
- 1958
- 1959
- 1960
- 1961
- 1962

Cette page concerne les événements survenus en 1958 dans le territoire canadien des Territoires du Nord-Ouest.

## Politique
- Premier ministre : Robert Gordon Robertson (Commissaire en gouvernement)
- Commissaire :
- Législature :

## Naissances
- Tom Beaulieu, ancien conseiller municipal et député de Tu Nedhe (depuis 2007).